# Кампос, Элой
Анхель Элой Кампос Клек (исп. Ángel Eloy Campos Cleque; род. 31 мая 1942, Ика, Перу) — перуанский футболист, защитник.

## Биография

### Клубная карьера
Всю футбольную карьеру в течение 11 сезонов играл за «Спортинг Кристал», в составе которого выиграл 4 чемпионских титула.

### Карьера в сборной
В составе сборной Перу принимал участие на Олимпийских играх 1960 года, где на футбольном турнире, где играл на групповом этапе со сборной Франции (1:2), сборной Венгрии (2:6) и сборной Индии (3:1).
Принимал участие на чемпионате мира 1970 года, где сыграл в двух матчах – на групповом этапе со сборной Болгарии (3:2) и в 1/4 финала против сборной Бразилии (2:4). Всего за сборную Перу сыграл 46 матчей, в которых не отметился забитыми мячами.

### Тренерская карьера
Работал главным тренером нескольких перуанских клубов, в том числе и «Спортинг Кристал».

## Достижения
«Спортинг Кристал»
- Чемпион Перу (4):1961, 1968, 1970, 1972